# Utah Pioneers
Gli Utah Pioneers sono stati una società di calcio statunitense, con sede a Salt Lake City, nello Utah.

## Storia
Gli Utah Golden Spikers vennero fondati nel 1976 per gareggiare nell'American Soccer League. Nell'unica stagione disputata dalla squadra, che cambiò nome nel corso del torneo in Utah Pioneers poiché nell'agosto 1976 la vecchia proprietà della franchigia venne espulsa dalla lega e fu sostituita da una nuova che impose il nome nuovo, ottenne il 3º posto nella Western Division, raggiungendo le semifinali di divisione dalle quali furono eliminati dai Tacoma Tides.
Nonostante il cambio di proprietà la squadra non si iscrisse al campionato seguente.

## Allenatori
- 1976  Nikos Kambolis